# 鈴原るる
鈴原 るる（すずはら るる、Lulu Suzuhara）は、日本の元バーチャルライバー。ANYCOLOR株式会社が運営する事務所「にじさんじ」に所属していた。キャラクターデザインはさいねが担当した。
ネット流行語大賞2020年度98位。

## 来歴
2019年4月29日に活動を開始した。ゲーム配信を中心に活動していた。2020年4月から2021年6月まで、同じくにじさんじ所属のリゼ・ヘルエスタと共にラジオ『にじさんじpresents リゼるるListen』でパーソナリティーを務めていた。
デビュー時からLive2Dを用いたアプリ「にじさんじ」を用いて配信を行っていた。2019年12月に行われた「Virtual to LIVE in 両国国技館」にて3Dモデルが初披露された。
2021年6月24日の生歌配信において、同年6月末での卒業を発表し、6月30日の配信をもって活動を終了した。
また、引退の理由について最後の生配信にて、複数の理由があるものの、主なものとして「果たし状」を受け取っていたことを挙げた。過去に活動休止から復帰した時にも公表していた事例であり、”魔界警察”の素早い対応により解決していたと説明しているものの、その後も同様のケースが続き、果たし状以外に身の周りに直接的にも影響があったとも続けた。結果として一時的な休止が繰り返され、その内容について十分に説明できない状態が続いたことにより、「なんかふんわりとした感じに中途半端になってしまうことが私の中でどうしても嫌なことだった」というものが一番の理由と述べた。

## 人物
家柄の良いお嬢様で、美大に通いながら配信活動を行う。
持ち前の根気強さと吸収力で『超魔界村』を始めとする難易度の高いゲームを多数攻略している。また、筋力トレーニングを行うゲーム『リングフィット アドベンチャー』を連続で10時間以上プレイしながら疲れを見せないなど、非常に体力がある面も見られる。「こんるるー」という挨拶を用いている。

### エピソード
卒業発表後の2021年6月26日から27日に掛けて行われた最後のゲーム実況配信にて、鈴原は『帰ってきた 魔界村』を30時間に渡ってプレイした。これに開発元であるカプコンの公式Twitterが反応を示し、激励の言葉を投げかけたというエピソードがある。

## 出演
太字はメインパーソナリティーを務めたもの

### ラジオ
- リゼるるLink（『だいたいにじさんじのらじお』内フロート番組、2020年4月5日 - 2021年3月28日、超!A&G+）[11][12]
- にじさんじpresents リゼるるListen（2020年4月5日 - 2021年6月27日、文化放送→超!A&G+）[1][13][14]

### イベント
- にじさんじ冬の陣2019-2020
  - Virtual to LIVE in 両国国技館[15]（2019年12月8日）
  - にじめぐり〜にじさんじの街めぐり〜[16]（2019年12月1日 - 12月31日）
- にじさんじ JAPAN TOUR 2020 Shout in the Rainbow! 難波公演[17]（2020年2月21日）
- にじさんじ Anniversary Festival 2021（2021年2月27日 東京ビッグサイト）[18]
- にじさんじアワーFestival リゼるるListen（2021年5月29日、Zeep Haneda）[19]

## タイアップ・コラボレーション
- DMMスクラッチ - にじさんじ スクラッチ[20]
- VtuberLand2019 にじさんじWEEK（よみうりランドとにじさんじのコラボレーション）[21]

## ディスコグラフィ

### 参加作品
| 発売日         | 商品名                                   | 歌                                                                                         | 楽曲                                          | 備考 |
| -------------- | ---------------------------------------- | ------------------------------------------------------------------------------------------ | --------------------------------------------- | --- |
| 2020年3月18日  | SMASH The PAINT!!                        | 鈴原るる、でびでび・でびる                                                                 | 「圧 倒 的 存 在 感」                         | |
| 2020年12月23日 | IMAGINATION vol.3                        | 鈴原るる                                                                                   | 「そばかす」                                  | |
| 2020年12月23日 | IMAGINATION vol.3                        | 周防パトラ、鈴原るる                                                                       | 「もってけ!セーラーふく」                     | |
| 2020年12月23日 | IMAGINATION vol.3                        | 犬山たまき、愛宮みるく、周防パトラ、鈴鹿詩子、鈴原るる、宗谷いちか、角巻わため、夏色まつり | 「大声ダイヤモンド」                          | |
| 2021年3月14日  | 「リゼるるLink」テーマソング／LINK・LINK | リゼ・ヘルエスタ・鈴原るる                                                                 | 「LINK・LINK」 「あと1秒で」 「愛がなくちゃ」 | 「LINK・LINK」：「リゼるるLink」テーマソング 「あと1秒で」：『リゼるるLisnten』エンディング曲 「愛がなくちゃ」：『リゼるるLisnten』オープニング曲 |